# Parafia Podwyższenia Krzyża Świętego w Dąbrówce (powiat starogardzki)
Parafia Podwyższenia Krzyża Świętego w Dąbrówce – parafia rzymskokatolicka, znajdująca się w diecezji pelplińskiej, w dekanacie Starogard Gdański.